# Achroomyces effusus
Achroomyces effusus ist eine Pilzart der Tremellomycetes aus der Familie der Ohrlappenpilzverwandten (Auriculariaceae). Die Fruchtkörper der holarktisch verbreiteten Art sind farblos bis cremefarben, gallertartig und resupinat. Der Pilz wächst parasitisch auf der Fruchtschicht anderer Tremellomycetes und Rindenpilze (Corticiaceae sensu lato). Er fruktifiziert vorwiegend im Herbst bei kühler, feuchter Witterung.

## Merkmale

### Makroskopische Merkmale
Der Fruchtkörper von Achroomyces effusus ist zunächst pustelförmig und hat einen Durchmesser von 1 bis 3 mm. Später verwachsen die Fruchtkörper miteinander, werden resupinat, bis zu 5 cm lang und erreichen eine Dicke von 1 bis 1,5 mm. Ihre Textur ist in frischem Zustand wachsartig, leicht warzig und gelatinös oder zäh gallertartig. Sie können farblos sein oder auch ins cremefarbene tendieren und opalisieren. Ihr Rand ist oft schwach gewimpert, das Hymenium ist fein bereift.

### Mikroskopische Merkmale
Die Hyphen der Art sind dünnwandig und besitzen meist Schnallen. Die Basidien sind zylindrisch oder gebogen, schwach gestielt und zwei- bis vierzellig. Die Sterigmata sind zylindrisch oder pfriemförmig und bis zu 45 µm, in Ausnahmefällen 90 µm lang. Die hyalinen, breit elliptischen Sporen sind 6–10 × 4–7 µm groß und formen Sekundärsporen. Konidiophoren mit Konidien sind vorhanden.

## Verbreitung
Achroomyces effusus ist holarktisch verbreitet und in gemäßigten bis subborealen Klimazonen anzutreffen. Ozeanische bis subozeanische Klimata werden bevorzugt.

## Ökologie
Die Art wächst parasitisch auf dem Hymenium verschiedener Tremellomycetes und anderer Pilze, etwa aus den Gattungen Hyphoderma, Hyphodontia oder Peniophora. Bedingt durch sein Substrat ist Achroomyces effusus oft auf Pappeln (Populus spp.) und Eichen (Quercus spp.) zu finden, in der Regel auf den Zweigen oder an alten Stümpfen. Die Fruchtkörper erscheinen vorwiegend im Herbst, gelegentlich auch im Frühjahr. Wahrscheinlich fruktifizieren die Pilze nur während und im Anschluss an Regenperioden, wenn moderate Kälte herrscht.